# IIHF Superkup
IIHF Superkup (eng. IIHF Super Cup) je bilo natjecanje u hokeju na ledu za klubove koje je organizirala Međunarodna federacija u hokeju na ledu (IIHF) između 1997. i 2000., utakmica koju su igrali aktualni pobjednici Europske lige i Continental Cupa.

## Finala
| godina | pobjednik              | rezultat | poraženi               |
| ------ | ---------------------- | -------- | ---------------------- |
| 1997.  | TPS Turku              | 3:2      | Lada Toljati           |
| 1998.  | VEU Feldkirch          | 4:0      | Košice                 |
| 1999.  | Ambrì-Piotta           | 2:0      | Metallurg Magnitogorsk |
| 2000.  | Metallurg Magnitogorsk | 3:2 OT   | Ambrì-Piotta           |

## Poveznice
- passionhockey.com, arhiva
- Kup Europe u hokeju na ledu
- IIHF Continental Cup
- Liga prvaka
- Super Six
- European Trophy
- Spenglerov kup
- IIHF Federation Cup